# Joseph Christmas Ives

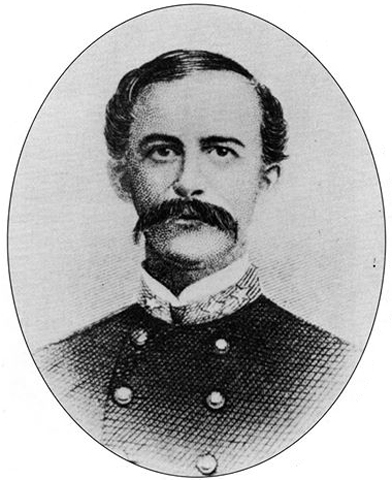
Joseph Christmas Ives

Joseph Christmas Ives ( 25 de diciembre de 1828 - 12 de noviembre de 1868) fue un soldado botánico estadounidense, explorador del río Colorado.

## Biografía
Era aborigen de la ciudad de Nueva York en 1829 y se graduó por la United States Military Academy en 1852. Como subteniente, de 1853 a 1854, fue nombrado en el "Ingenieros topográficos del Ejército de Estados Unidos" como asistente de teniente Amiel Weeks Whipple en el Dto. de Agrimensura del Ferrocarril del Pacífico a lo largo del paralelo 35.
Desde 1857-1858, comandó una expedición para explorar el río Colorado desde su desembocadura. Diseñó, construyó y probó su propio barco de vapor a rueda de paletas por el delta del río Colorado (México). En una localidad (Robinson's Landing) de Baja California vuelve a remontar, utilizando el barco de vapor de 54 pies Explorer, cartografiando y estudiando el río. Su partida incluyó al adjunto smithsoniano John Strong Newberry como geólogo. Llevó su partida desde el Colorado hasta el extremo inferior del Gran Cañón, a continuación, en octubre se movió a través del desierto a Fort Defiance en Colorado. Informó Ives sus conclusiones en su Informe de 1861 "Report upon the Colorado river of the West".
Su expedición produjo una de las importantes y tempranas cartas del Gran Cañón dibujados por Frederick W. von Egloffstein, topógrafo de la expedición.
Ives luego sirvió como ingeniero y arquitecto para el Monumento Nacional a Washington de 1859 a 1860. A principios de la Guerra Civil Americana se negó al ascenso a capitán y, pesar de su nacimiento norteño, se unió al ejército confederado a finales de 1861. se desempeñó en varias capacidades de ingeniería, y finalmente fue nombrado ayudante de campo (con rango de coronel) por el presidente Jefferson Davis de 1863 a 1865. Después de la guerra se estableció en la ciudad de Nueva York, donde murió 12 de noviembre de 1868.
El senador del estado de Nueva York y Pte. del Consejo Territorial de Arizona Eugene S. Ives (1859-1917) era su hijo.

## Algunas publicaciones
- 1861. Report upon the Colorado River of the West, explored in 1857 and 1858 by Lieutenant Joseph C. Ives ... under the direction of the Office of Explorations and Surveys, A.A. Humphreys, Captain Topographical Engineers, in charge. By order of the Secretary of War, J. C. Ives. Autores U.S. Army. Corps of Engineers, Joseph Christmas Ives, John Strong Newberry. Ed. Govt. Print. Off. 366 p.

- La abreviatura «Ives» se emplea para indicar a Joseph Christmas Ives como autoridad en la descripción y clasificación científica de los vegetales.[4]